# Хали Фликингер
Хали Фликингер (енгл. Hali Flickinger; Јорк, 7. јул 1994) америчка је пливачица чија специјалност је пливање слободним, делфин и мешовитим стилом.
Највећи успех у каријери су јој златна и бронзана медаља са Универзијаде у Гвангџуу 2015. године (злато у штафети 4×200 метара слободно, и бронза на 400 мешовито). 
Представљала је Сједињене Државе на Летњим олимпијским играма 2016. у Рио де Жанеиру где се такмичила у трци на 200 метара делфин стилом у којој је заузела 7. место у финалу са временом од 2:07.71 минуте.